# ヨーロッパヒキガエル
ヨーロッパヒキガエル（欧羅巴蟇蛙、学名: Bufo bufo）は、ヒキガエル科・ヒキガエル属に属するカエルの一種。ヨーロッパでは一般的なヒキガエルである。

## 分布
ヨーロッパ全域（アイルランドなどを除く）とアフリカ大陸北部のモロッコとアルジェリアに分布する。

## 特徴
成体の全長は7cm-15cm程度。20cmに達するともされ、ヨーロッパ最大のカエルである。
適応力が高く、森林、草地、庭園、農耕地、荒野といった幅広い環境に生息する。厚い皮膚のおかげで、比較的乾燥した環境でも活動することができる。夜行性で、昆虫類やナメクジなどを捕食する。主な天敵はイヌやネコ、ハリネズミ、猛禽類、ヤマカガシなどで、捕食から逃れるために皮膚から分泌される毒や自らの体を膨らませることで対抗する。

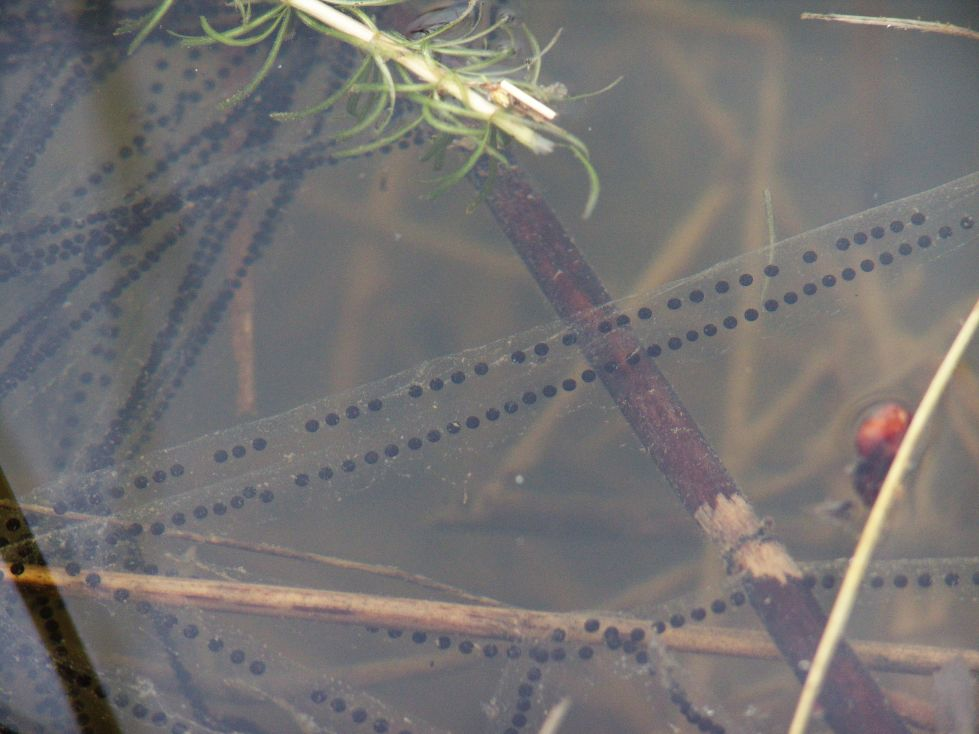
卵塊
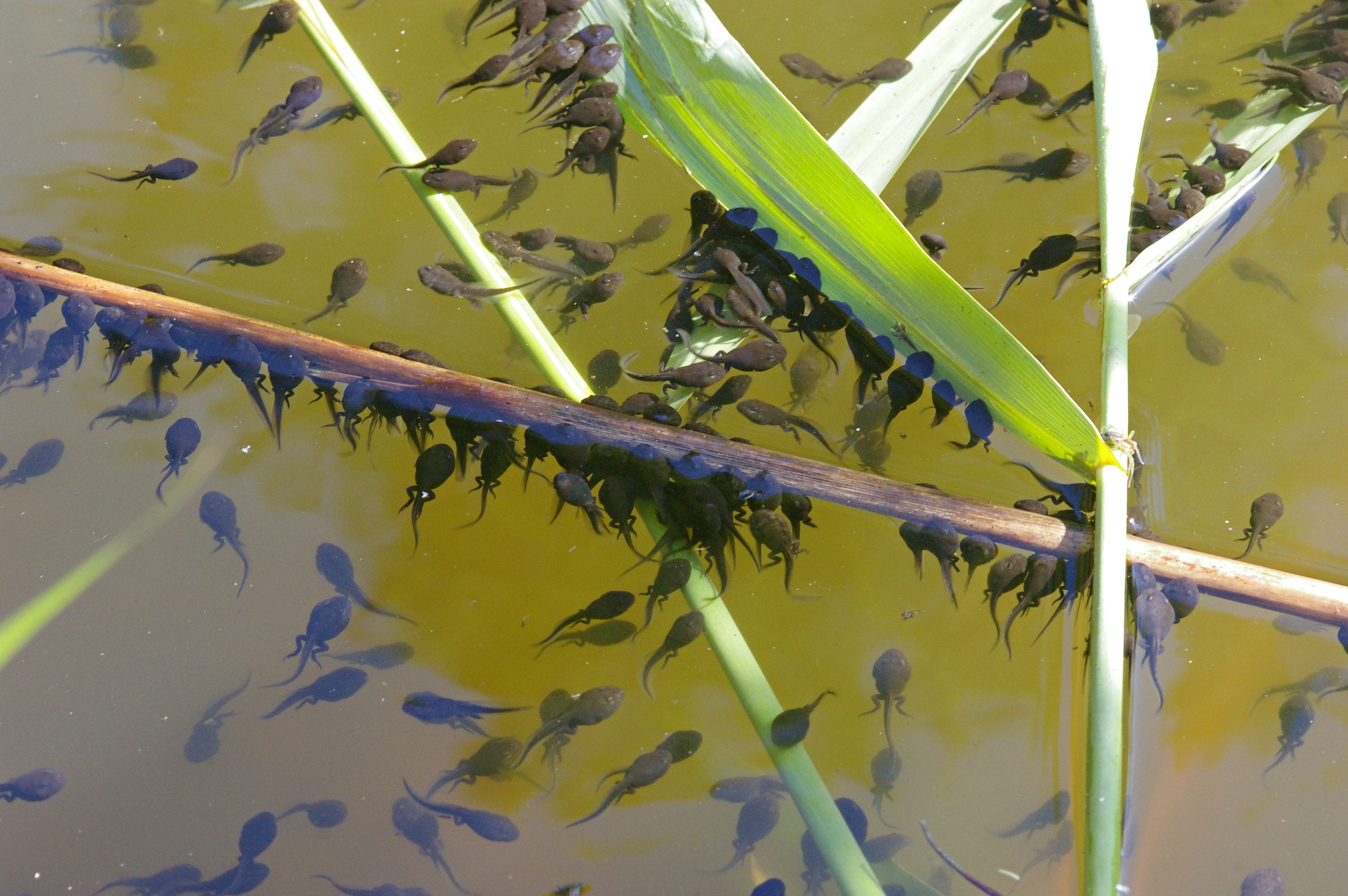
オタマジャクシ